# Deltorhinum bilobatum
Deltorhinum bilobatum là một loài bọ cánh cứng trong họ Bọ hung (Scarabaeidae).